# Conte di Kincardine
Conte di Kincardine è un titolo della Parìa di Scozia creato nel 1647 per Edward Bruce.
Charles Bruce, il IX conte di Kincardine, ereditò anche il titolo di Conte di Elgin nel 1747 e da allora le due contee rimasero unite sino ai nostri giorni.

## Conti di Kincardine (1643)
- Edward Bruce, I conte di Kincardine (m. 1662)
- Alexander Bruce, II conte di Kincardine (c. 1629–1680)
- Alexander Bruce, III conte di Kincardine (c. 1666–1705)
- Alexander Bruce, IV conte di Kincardine (m. 1706)
- Robert Bruce, V conte di Kincardine (m. 1718)
- Alexander Bruce, VI conte di Kincardine (1662–1721)
- Thomas Bruce, VII conte di Kincardine (1663–1740)
- William Bruce, VIII conte di Kincardine (1710–1740)
- Charles Bruce, IX conte di Kincardine (1732–1771), eredita anche la contea di Elgin

Per gli altri conti di Kincardine vedi Conte di Elgin